# Himantozoum elatior
Himantozoum elatior is een mosdiertjessoort uit de familie van de Bugulidae. De wetenschappelijke naam van de soort is voor het eerst geldig gepubliceerd in 1986 door David & Pouyet.